# 岳家嘴站
岳家嘴站位于中华人民共和国湖北省武汉市武昌区与洪山区交界，是武汉地铁4号线与8号线的地铁换乘站。

## 車站结构
车站位于岳家嘴立交桥的下方，设有六个出入口，4号线沿中北路方向布置，8号线沿徐东大街布置。4号线车站为地下一层侧式站台，8号线车站是地下二层岛式站台。两线在本站呈“十”字交叉，换乘方式较为便捷，为十字垂直换乘，与王家湾站和武汉商务区站相似。

### 楼层分布
| 地面      |                                     | 地鐵出入口                                               |  |
| 地下 一層 | 北站廳層                            | 售票機、客服中心、武漢通充值、洗手間、電扶梯通往對面站台 |  |
| 地下 一層 | 側式月台，右邊車門將會開啟          |                                                          |  |
| 地下 一層 | █ 4号线列車往柏林（东亭站）         |                                                          |  |
| 地下 一層 | █ 4号线列車往武漢火車站（铁机路站） |                                                          |  |
| 地下 一層 | 側式月台，右邊車門將會開啟          |                                                          |  |
| 地下 一層 | 南站廳層                            | 售票機、客服中心、武漢通充值、電扶梯通往對面站台         |  |
| 地下 二層 | 穿堂層                              | 4號線站臺換轉通道                                        |  |
| 地下 二層 | █ 8号线列車往金潭路（汪家墩站）     |                                                          |  |
| 地下 二層 | 島式月台，左邊車門將會開啟          |                                                          |  |
| 地下 二層 | █ 8号线列車往军运村（梨園站）       |                                                          |  |

### 車站特色
岳家嘴路站的特色装修主题为《东湖美景》，反映其临近东湖的美景。

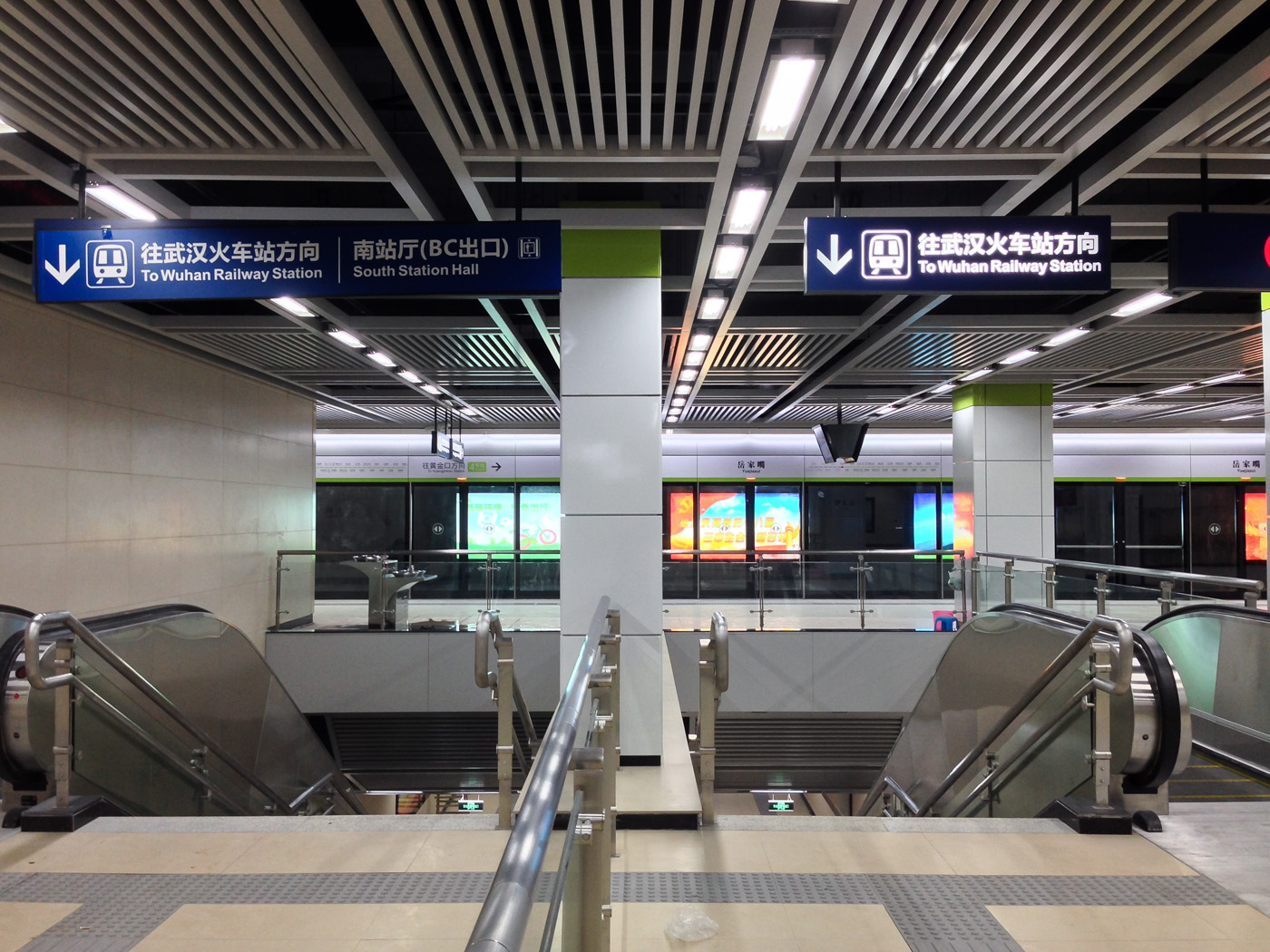
穿堂通道
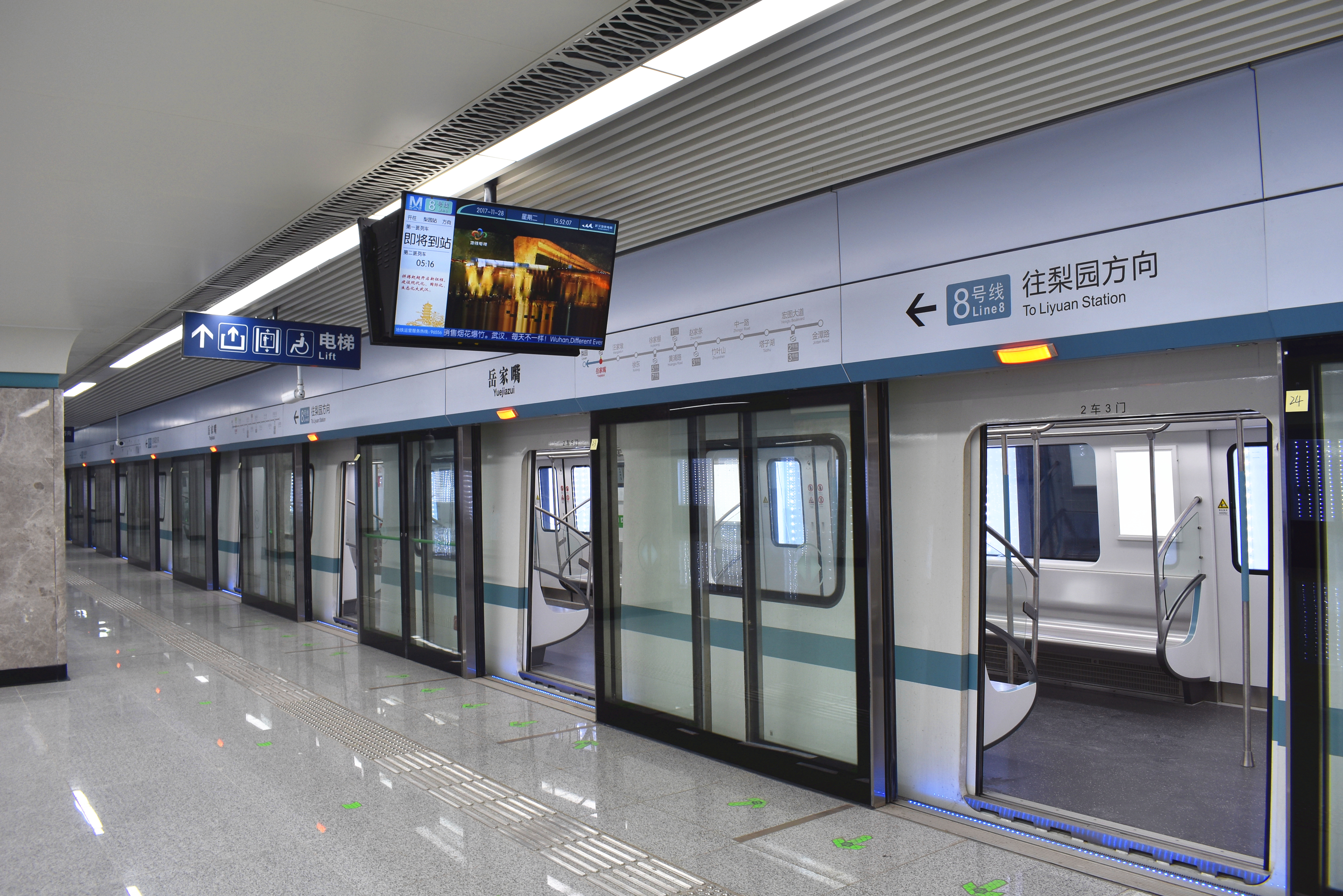
8号线月台
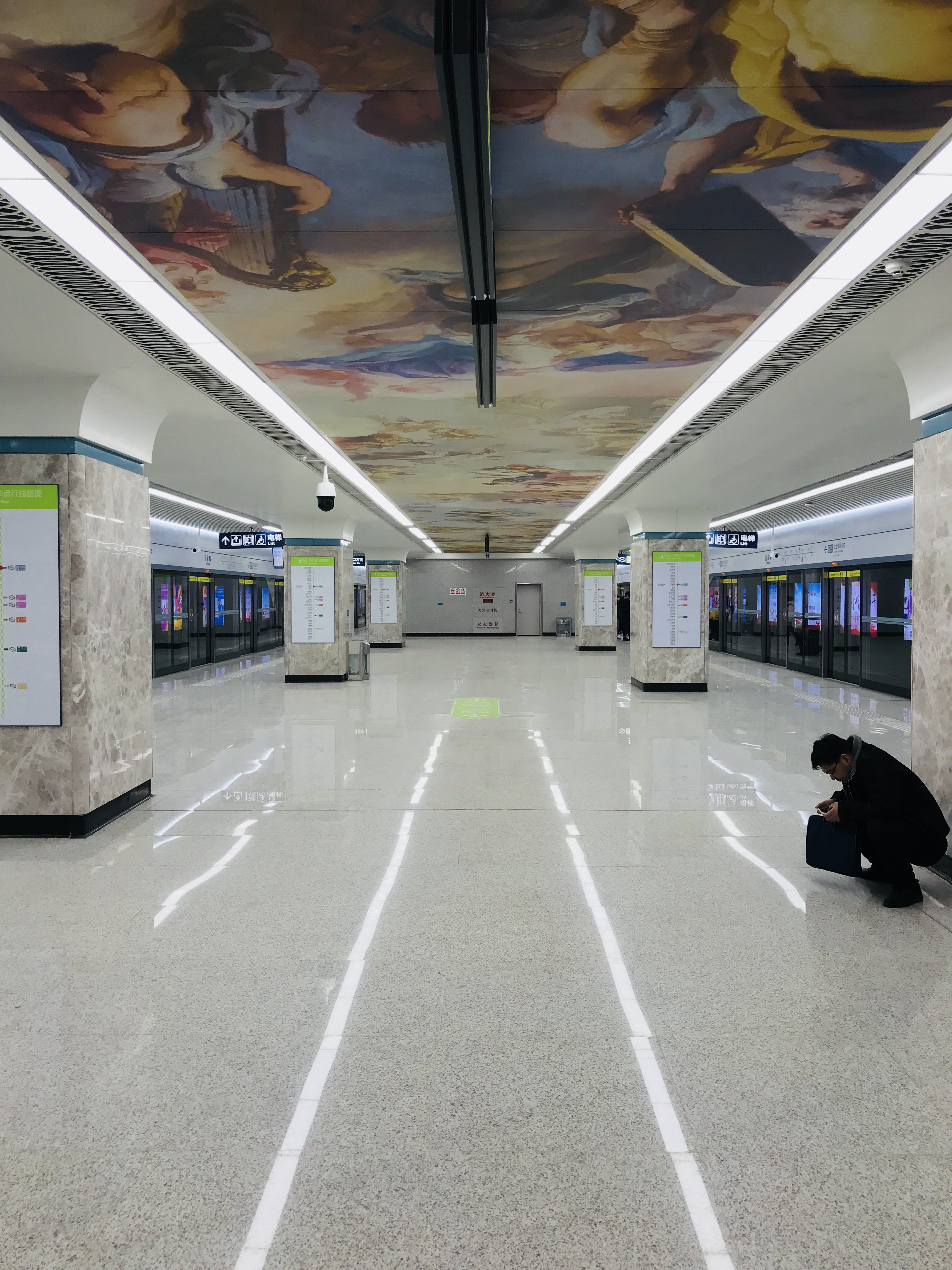
8号线月台

### 車站出口
|                                                 |      |      |                                                                                   |
|                                                 |      |      |                                                                                   |
| 出口編號                                        | 設施 | 照片 | 建議前往的目的地                                                                  |
| A                                               |      |      | 徐東大街 中北路                                                                   |
| B                                               |      |      | 徐東大街 歡樂大道                                                                 |
| C                                               |      |      | 徐東大街 歡樂大道                                                                 |
| D                                               |      |      | 徐東大街 歡樂大道、東湖國貿中心、武漢市公安局治安管理支隊、V7星公館、正堂．山外山 |
| E                                               |      |      | 中北路 歡樂大道                                                                   |
| F                                               |      |      | 徐東大街 中北路、水果湖街岳家嘴社區、英特小區                                     |
| G                                               |      |      | 中北路 徐東大街、武重明珠苑、楚天都市雅園                                         |
| H                                               |      |      | 徐東大街 中北路、山河企業大廈、東湖．春樹里                                       |
| J                                               |      |      | 徐東大街 歡樂大道、湖北省電力大廈、梨園大酒店、東湖睿園                           |
| K                                               |      |      | 歡樂大道 徐東大街、金禾中心、東湖別苑                                             |
| 注： 設有升降機 \| 設有輪椅升降台 \| 設有洗手間 |      |      |                                                                                   |

## 运营信息
- 4号线首末班车时间
- 8号线首末班车时间

### 内部链接
- 武汉地铁车站列表